# كابيتول ولاية نيويورك
كابيتول بولاية نيويورك ، هو مقر حكومة ولاية نيويورك ، يقع في مقاطعة ألباني ، عاصمة ولاية نيويورك الأمريكية. ومبنى الكابيتول هو جزء من مجمع امباير ستيت بلازا، تم الانتهاء من المبنى في عام 1899 بتكلفة 25 مليون دولار أمريكي (ما يعادل 768 مليون دولار في عام 2019) ، مما يجعله أغلى مبنى حكومي في ذلك الوقت. تم إدراجه في السجل الوطني للأماكن التاريخية في عام 1971 ، ثم تم إدراجه كملكية مساهمة عندما تم إدراج منطقة لافاييت بارك التاريخية في عام 1978. تم إعلان مبنى الكابيتول بولاية نيويورك كمعلم تاريخي وطني في عام 1979.

## التاريخ

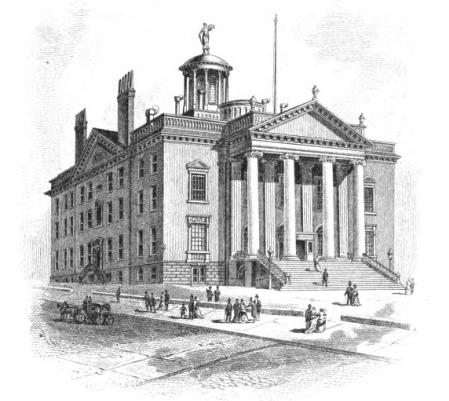
مبنى الكابيتول القديم ، مستخدم من عام 1812 إلى عام 1879

عقدت جلسات تشريعية في مبان مختلفة في أماكن مختلفة قبل الإعلان عن ألباني عاصمة للولاية في عام 1797. من ذلك الوقت حتى عام 1811 ، اجتمع المجلس التشريعي للولاية في قاعة مدينة ألباني القديمة. تم تصميم أول مبنى كابيتول من قبل مواطن ألباني فيليب هوكر ، وبدأ في عام 1804 ، وافتتح في عام 1812 وظل قيد الاستخدام حتى عام 1879 عندما تم افتتاح المبنى الحالي.

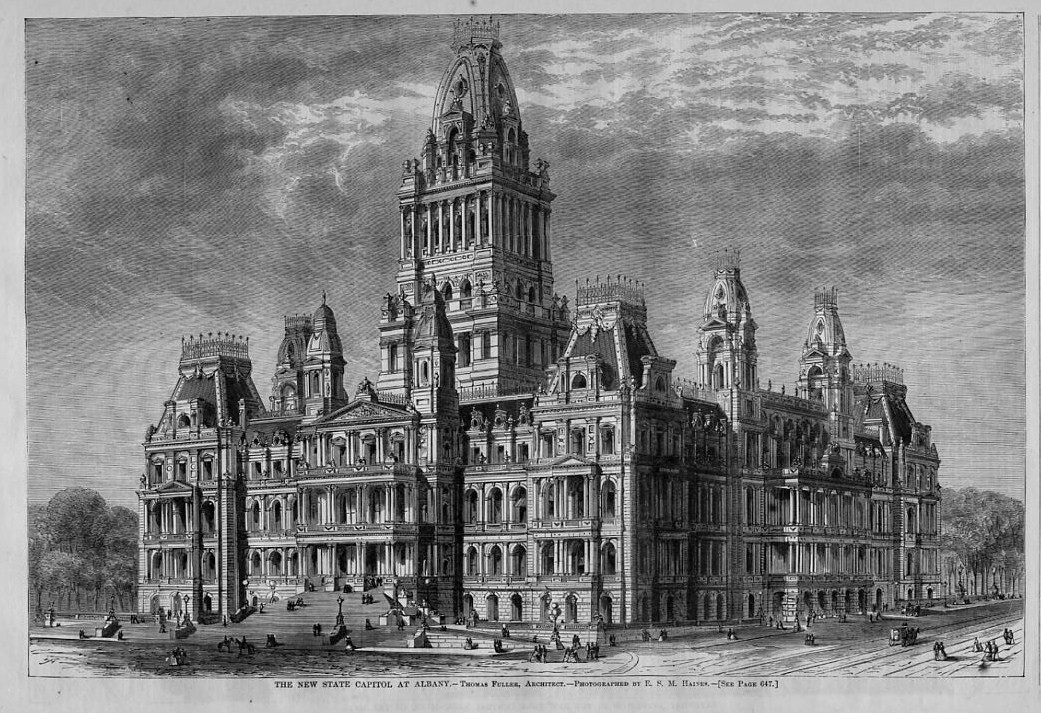
خطة مؤقتة لمبنى الكابيتول من تأليف توماس فولر

تم بناء مبنى الكابيتول الحالي بين عامي 1867 و 1899. عملت ثلاثة فرق من المهندسين المعماريين على تصميم مبنى الكابيتول خلال 32 عامًا من بنائه، تحت إدارة: توماس فولر (1867-1875) ، ليوبولد إيدليتز وهنري هوبسون ريتشاردسون (1875-1883) ، وإسحاق جي بيري (1883–1883) 1899). كان فولر، المهندس المعماري الأول، إنجليزيًا قام أيضًا بتصميم مباني البرلمان الكندي في مبنى البرلمان، أوتاوا.
تم بناء الطابق الأرضي من مبنى الكابيتول على الطراز الكلاسيكي / الرومانسكي. بعد ذلك قام الملازم الحاكم ويليام دورشيمر بطرد فولر لصالح إيدليتز وريتشاردسون اللذان قاما ببناء الطابقين التاليين بأسلوب عصر النهضة الكلاسيكي، ويمكن ملاحظته في الطابقين الخارجيين كعمود مفتوح ومفتوح. أصبحت تكاليف البناء المتزايدة مصدرًا مستمرًا للصراع في الهيئة التشريعية، وكان من الصعب تأمين التمويل اللازم. تم طرد Eidlitz و Richardson من قبل Grover Cleveland عند انتخابه لمنصب الحاكم ومراجعته لتكاليف البناء المتزايدة. استأجر بيري لإكمال المشروع. تم الانتهاء من جميع الغرف التشريعية والطابق الرابع وأعمال السقف في الطراز الفيكتوري المعدل والذي كان تصميم ريتشاردسون مميزًا. «كان ريتشاردسون هو الذي سيطر على النتيجة النهائية للمبنى الكبير، والذي تطور إلى أسلوبه الرومانسكي المميز» (والذي أصبح يُعرف باسم Richardsonian Romanesque ). يُزعم أن ريتشاردسون كان يقلد فندق دو فيل (قاعة المدينة) في باريس ، فرنسا . تم استخراج الحجر الجيري Chazy الخاص ببنائه في Clark Quarry في مقاطعة Essex ، نيويورك .
يسيطر على الملعب المركزي المفتوح بعمود يهدف إلى دعم قبة ضخمة. لم تكتمل القبة والبرج أبدًا، حيث وجد أن وزن المبنى تسبب في كسور الإجهاد وجعل المبنى يتحول إلى أسفل التل باتجاه شارع الدولة. لوقف هذه الحركة كبيرة، 166 قدم (51 م) تم إضافة درج شرقي خارجي طويل لدعم الواجهة الأمامية. يتكون الجزء الخارجي من الكابيتول من الجرانيت الأبيض من هالويل بولاية مين ، ويشتمل المبنى على رخام ويستشستر الذي قطعه سجناء الولاية في Sing Sing . يبلغ ارتفاع هيكل الجرانيت 220 قدمًا (67 م) مرتفع عند أعلى نقطة له، وهو واحد من إحدى عشرة عاصمة ولاية أمريكية لا تحتوي على سقف مقبب. تربطه الأنفاق بمبنى Empire State Plaza و Alfred E. Smith Building . خضع المبنى الخارجي للترميم من عام 2000 حتى خريف 2014.

## الزيارات
يفتح مبنى الكابيتول بولاية نيويورك من الاثنين إلى الجمعة من الساعة 7 صباحًا حتى 7 مساءً. المبنى مغلق في معظم عطلات نهاية الأسبوع والعطلات الرسمية. الجولات الرسمية المصحوبة بمرشدين في مبنى الكابيتول من الاثنين إلى الجمعة في الساعة 10 صباحًا وظهراً و 2 مساءً و 3 مساءً. تبدأ الجولات في مكتب الاستعلامات الموجود في ردهة شارع الولاية في مبنى الكابيتول. يوجد مركز زوار لمبنى الكابيتول بولاية نيويورك وإمباير ستيت بلازا، يقعان في مستوى الالتقاء في البلازا بالقرب من مدخل الكابيتول تحت الأرض. * جديد *: كل ثاني سبت من الشهر، سيقدم مركز الزوار جولة في مبنى الكابيتول في الساعة 11 صباحًا و 1 مساءً. الحجز مطلوب ويمكن إجراؤه على EmpireStatePlaza.org 
يقدم المرشدين السياحيين الرسميين جولة Hauntings خاصة خلال شهر أكتوبر. أشهر شبح مزعوم هو صموئيل أبوت، حارس ليلي مات أثناء حريق شديد في 29 مارس 1911. هناك أيضًا «شيطان» محفور في الأعمال الحجرية المتقنة، من المفترض أن يكون بواسطة عامل حجارة غاضب.